# Forth (Firth of Forth)
Der River Forth ist ein Fluss in Schottland, der nach 47 km Flusslauf bei Kincardine in den Firth of Forth mündet. 
Obwohl dieser 45 km lange Firth of Forth geologisch ein Fjord und als solcher eine Meeresbucht der Nordsee ist, wird er gerne als überdimensionales Ästuar mit zum Fluss Forth gerechnet, weshalb dessen Länge nicht selten mit 92 km angegeben wird. 
Das Quellgebiet des Flusses liegt in der Bergregion der Trossachs. Der allgemein genannte „Quellsee“ des Flusses, der 33 m über dem Meer gelegene Loch Ard erhält sein Wasser aus Bergbächen. Deren größter ist das 4,5 km lange Chon Water, das aus dem 90 m hoch gelegenen und nicht ganz drei Kilometer langen See Loch Chon kommt, der seinerseits von zahlreichen Quellbächen gespeist wird. Mit diesem eigentlichen Oberlauf und der Länge des Loch Ard ist der Forth also hydrologisch etwa 55 km lang.  
Vom Loch Ard fließt der River Forth nach Osten, teilweise stark mäandrierend. Die Gewässerlänge ist anderthalb mal so lang wie die Luftlinie zwischen dem See und dem Fjord. Der Unterlauf mit Gezeiteneinfluss beginnt in Stirling. Der Fluss ist hier immer noch so flach, dass er zeitweise in einer Furt durchquert werden kann. Historisch wurde der Fluss von der Mündung bis Stirling mit Schiffen befahren.